# 弗朗西斯科·罗萨里奥·桑切斯
弗朗西斯科·罗萨里奥·桑切斯（西班牙語：Francisco del Rosario Sánchez，1817年3月9日—1861年7月4日）是多米尼加共和國的國父之一，與胡安·巴勃罗·杜阿尔特和马蒂亚斯·雷蒙·梅亚齊名。他被认为是多米尼加1844年獨立运动的第二号领导人。

## 生平
1844年的多明尼加獨立戰爭桑切斯為主要統帥，戰爭結束後亦被桑坦納逐出多國，後來返國參予復國戰爭，不幸被桑坦納率領的西班牙軍隊俘虜而處死。
1943年，杜阿尔特、桑切斯、梅亞三人同葬於首都舊城的多米尼加祖国祭坛。